# Día de los 7000 millones

Proyección de la población mundial estimada desde 1950 hasta 2100. (Fuente: United Nations Department of Economic and Social Affairs).

El día de los siete mil millones, celebrado el 31 de octubre de 2011, es el día designado por el Fondo de Población de las Naciones Unidas (UNFPA) para conmemorar la fecha aproximada en la que la población mundial superó los siete mil millones de personas. El Secretario General de Naciones Unidas, Ban Ki-moon, declaró en la sede de Naciones Unidas, en la ciudad de Nueva York, que ese nuevo hito de la población mundial debería ir acompañado de un nuevo programa, que llamó de 7 Mil millones de Acciones, que contribuyera a la concienciación global alrededor de las oportunidades y de los retos asociados a un mundo de siete mil millones de personas" y que inspire a individuos y a organizaciones a pasar a la acción.

## Fondo de Población de Naciones Unidas (UNFPA)
| Población                         | Año  | Años de diferencia estimados previsión | Años de diferencia estimados previsión |
| --------------------------------- | ---- | -------------------------------------- | -------------------------------------- |
| 1000 millones                     | 1804 | ––                                     |                                        |
| 2000 millones                     | 1927 | 123                                    | 123                                    |
| 3000 millones                     | 1960 | 33                                     | 33                                     |
| 4000 millones                     | 1974 | 14                                     | 14                                     |
| 5000 millones                     | 1987 | 13                                     | 13                                     |
| 6000 millones                     | 1999 | 12                                     | 12                                     |
| 7000 millones                     | 2011 | 12                                     | 12                                     |
| 8000 millones                     | 2023 | 16                                     | 16                                     |
| 9000 millones                     | 2046 | 19                                     | 19                                     |
| Población mundial estimada (USCB) |      |                                        |                                        |

Se estima que la población mundial llegó a los 5000 millones de personas el día 11 de julio de 1987, y a los 6000 millones, doce años más tarde, el día 12 de octubre de 1999.
El portavoz del Fondo de Población de Naciones Unidas (en inglés, United Nations Population Fund), Omar Gharzeddine, anunció la celebración del Día de los 6000 millones argumentando "The U.N. marked the '6 billionth' in 1999, and then a couple of years later the Population Division itself reassessed its calculations and said, actually, no, it was in 1998."

## Datos
Según la División de Población y Asuntos Económicos y Sociales de Naciones Unidas, el 31 de octubre de 2011 fue una fecha simbólica elegida sobre la base de datos interpolados de sus estimaciones de cinco años. Las estimaciones se basan en fuentes de datos tales como censos recientes, encuestas, registros vitales y de población y se publican cada dos años como parte de sus Perspectivas de Población Mundial.
La fecha real en que la población mundial alcanzó los 7000 millones tenía un margen de error de alrededor de 12 meses debido a inexactitudes en las estadísticas demográficas, particularmente en algunos países en desarrollo (incluso los mejores censos del mundo tienen 1-2% de error). Asumiendo un margen de error global del 1%, la población mundial de 7000 millones podría haber sido alcanzada no antes del 20 de marzo de 2011 y como fecha máxima, el 12 de abril de 2012.
Sin embargo, la División de Programas Internacionales de la Oficina del Censo de los Estados Unidos estimó que la población mundial total no llegaría a 7 mil millones hasta el 12 de marzo de 2012. También ofreció una estimación que difirió alrededor de tres meses de la estimación de la ONU para el Día de los Seis Mil Millones. El Instituto Internacional de Análisis de Sistemas Aplicados estimó esa fecha entre febrero de 2012 y julio de 2014.

## 7000 millones de personas
El portavoz del Fondo de Población de las Naciones Unidas, Omar Gharzeddine, dijo: "No hay manera de que la ONU o cualquier persona pueda saber dónde o en qué minuto del día 31 de octubre nacerá el bebé número 7000 millones", y las Naciones Unidas no dan status oficial a esto. Sin embargo, varios recién nacidos fueron seleccionados por varios grupos para representar a los siete mil millones de personas.
En el Día de los Siete Mil Millones, el grupo Plan Internacional marcó simbólicamente el nacimiento del bebé humano 7000 millones con una ceremonia en el estado de Uttar Pradesh, donde se presentó un certificado de nacimiento de una niña recién nacida,  'Nargis Kumar'.
Otros bebés seleccionados como ejemplo fueron Danica May Camacho, nacida en el hospital Dr. Jose Fabella Memorial, Manila, Filipinas justo antes de medianoche del Día de los 7000 millones, y Wattalage Muthumai, de Colombo, Sri Lanka.